# Pobaltí
Označení Pobaltí, případně pobaltské země, pobaltské státy, pobaltské republiky nebo pobaltské národy (estonsky Baltimaad, Balti riigid, lotyšsky Baltijas valstis, Baltija, litevsky Baltijos valstybės), někdy jen baltské (republiky, státy,…) je společné označení pro Litvu, Lotyšsko a Estonsko, tři menší suverénní státy na východním pobřeží Baltského moře. Někdy se k pobaltským státům připočítává i ruská Kaliningradská oblast. Pro zahrnutí dalších států na pobřeží Baltského moře se používají termíny Baltský region, baltské státy nebo státy Baltského moře a sdružuje je Rada států Baltského moře.
Termín se nepoužívá v kontextu náboženských a kulturních oblastí, národní identity nebo jazyka. Nelze hovořit o pobaltském národu, náboženství nebo jazyku, protože v těchto oblastech se jednotlivé pobaltské státy liší.
Trojice pobaltských států má kromě geografické blízkosti společnou především historii spojenou od 18. století do roku 1918 s nadvládou carského Ruska. Po krátkém období samostatnosti následovala mezi lety 1940 až 1990 okupace nejdříve krátce Sovětským svazem, pak nacistickým Německem a po druhé světové válce opět Sovětským svazem.
Mnohé události novější historie probíhaly ve všech pobaltských zemích paralelně. Společně si například 14. června připomínají sovětské deportace, které proběhly krátce před napadením Sovětského svazu nacistickým Německem: v Litvě je to Den smutku a naděje (Gedulo ir vilties diena), v Lotyšsku Vzpomínkový den obětem komunistického teroru (Komunistiskā genocīda upuru piemiņas diena) a v Estonsku Den paměti deportací 14. června (14. juuni küüditamise mälestuspäev). Lotyšsko a Estonsko si navíc 25. března připomínají i deportace z roku 1949 namířené proti odboji a rolníkům neochotným ke kolektivizaci, oficiálně šlo o „vysídlení rodin kulaků, banditů a nacionalistů“.

## Historie
Od konce 18. století byly všechny tři země pod nadvládou Ruského impéria, které se snažilo o rusifikaci oblasti a popíralo etnickou identitu Litevců, Lotyšů a Estonců. Nezávislost tyto státy získaly po první světové válce v roce 1918, když po Říjnové revoluci (1917) nově ustanovené sovětské Rusko podepsalo kapitulaci a opustilo spojence Dohody uzavřením brestlitevského míru s Ústředními mocnostmi. Pobaltí do konce války zůstávalo v německé sféře vlivu zvané Ober Ost, Litva byla nominálně nezávislá, na území Lotyšska a Estonska, historického Livonska, postupně vzniklo Spojené baltské vévodství pod vedením baltských Němců.
V rámci poválečného obnovování imperiální říše Sovětským svazem bolševická Rudá armáda postupně dobývala území, která vyhlásila nezávislost, jako byly mimo jiné i Ukrajina nebo Bělorusko. Bolševici měli zájem obsadit i pobaltské státy, které svou nezávislost musely vybojovat v litevské, lotyšské a estonské osvobozenecké válce.
Samostatnost pobaltských republik ukončil nacisticko-sovětský pakt Ribbentrop–Molotov o rozdělení sfér vlivu a jejich potvrzení moskevskou smlouvou v roce 1939 na začátku druhé světové války. V roce 1940 Sovětský svaz napadl a anektoval všechny tři baltské státy. Zdání legitimity se snažil vyvolat tvrzením o „ochraně“ a uspořádáním plebiscitů.
Po napadení Sovětského svazu Německem se Pobaltí dostalo v letech 1941 až 1944 za linii východní fronty. S vítězným postupem Rudé armády se Pobaltí vrátilo zpět do oblasti ovládané Sovětským svazem, přičemž rozdělení Evropy na sféry vlivu bylo potvrzeno zejména na jaltské konferenci (1945) a po válce vedlo ke vzniku železné opony. Tak bylo potvrzeno zahrnutí pobaltských republik do Sovětského svazu jako tři jeho svazové republiky. Litva, Lotyšsko i Estonsko však považují sovětské období za okupaci.

Partyzánský odboj proti sovětské okupaci vznikl hned v roce 1940, partyzáni následně bojovali rovněž proti okupaci německé. Po válce pokračoval boj proti sovětské okupaci ve významném rozsahu až do konce 50. let 20. století. Partyzáni byli ve všech pobaltských státech přezdíváni lesní bratři (estonsky: metsavennad, litevsky: miško broliai, lotyšsky: mežabrāļi). V menší míře pokračoval odboj až do konce 70. let.

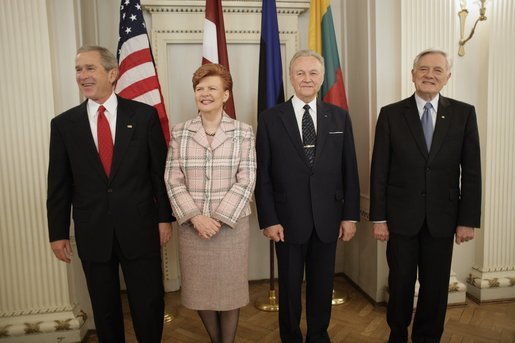
Prezident USA George W. Bush a prezidentská trojka Pobaltí – Vaira Vīķe-Freibergová,Arnold Rüütel,Valdas Adamkus – v roce 2005

Násilné deportace a sovětskou vládou řízená imigrace Rusů, Bělorusů a Ukrajinců vedla k výrazné změně národnostní skladby obyvatelstva. V meziválečném období nedosahoval podíl Rusů v žádném z pobaltských států ani 10 %. V roce 1989 podíl Rusů v Estonsku a Lotyšsku přesáhl 30 %. Po obnovení samostatnosti téměř polovina Rusů odešla do Ruska (podobně Bělorusové a Ukrajinci), v důsledku se jejich podíl i přes celkový pokles populace snížil asi na jednu čtvrtinu. Mnozí však dosud neovládají místní jazyk a proto nemohou získat občanství, tito tzv. neobčané se pak nemohou například účastnit voleb nebo referenda.
Téma obnovení nezávislosti pobaltských republik se oživilo v druhé polovině 80. let v době uvolnění sovětských poměrů za Michaila Gorbačova. Toto úsilí získalo označení zpívající revoluce. a její nejznámější manifestací se stal tzv. baltský řetěz, živý řetěz vytvořený v srpnu 1989 asi dvěma miliony pobaltských občanů, který spojil všechna tři hlavní města. Pobaltské republiky byly první, které na jaře 1990 vyhlásily nezávislost na Sovětském svazu. Ten se tomu neúspěšně pokusil vojensky zabránit v lednu 1991. Následovala nezávislost dalších republik, a když se směřování vývoje nepodařilo zabránit srpnovým pučem, došlo na konci roku 1991 definitivně k rozpadu Sovětského svazu.
Pobaltské státy se přihlásily ke kontinuitě s meziválečnými republikami a sovětskou éru považují za období okupace. Na rozdíl od většiny ostatních bývalých sovětských republik se nestaly součástí Společenství nezávislých států, ale začaly se orientovat na Západ. Na jaře 2004 se společně s dalšími státy staly členy Evropské unie a Severoatlantické aliance.

## Spolupráce
Kromě geografické blízkosti a společné historie je region provázán mnohými politickými, kulturními a ekonomickými svazky.

### Politika
Pobaltské státy se důrazně stavěly proti stavbě plynovodu Nord Stream 2. V roce 2021 ve společném prohlášení ze 17. června upozorňovaly na bezpečnostní rizika, zejména pro Ukrajinu. Od zahájení ruské invaze na Ukrajinu patří k nejsilnějším podporovatelům protiruských sankcí, přestože sankce mají výrazný dopad na jejich export.
Litva, Lotyšsko a Estonsko vnímají Rusko jako vážnou bezpečnostní hrozbu. Kromě společného pohraničního oplocení, které má primárně bránit ilegální imigraci, budují Baltskou obrannou linii - systém opevnění pro případ vojenské agrese ze strany Ruska.

### Regionální sportovní soutěže
Košíková je ve všech pobaltských státech považována za národní sport. Krátce po vstupu pobaltských zemí do EU vznikla Baltská basketbalová liga. Hrála se v sezónách 2004/2005 až 2017/1018. V některých ročnících hrály i týmy z jiných států.
Baskedbalová liga se stala inspirací pro Baltskou fotbalovou ligu, která vznikla v roce 2007, zanikla však již v roce 2011 pro nezájem publika. Byly učiněny i dva pokusy uspořádat pobaltskou soutěž v hokeji: Baltská liga v sezóně 2000/2001 a Baltský pohár v sezóně 2004/2005.

## Národnosti a náboženství
Nelze mluvit o pobaltském národu nebo pobaltské víře. Zatímco většina obyvatel Lotyšska a Litvy jsou Baltové, většina obyvatel Estonska jsou Baltofinové. Zatímco Estonsko je převážně luteránské a Litva katolická, Lotyšsko je nábožensky smíšené. Ve všech třech státech je kromě toho nezanedbatelná ruská menšina, částečně už z dob carského Ruska, ale většinou z dob SSSR, v jejímž rámci u věřících převažuje pravoslaví.
Pobaltské země nevytvářejí oficiální unii, ale zapojují se do mezivládní a parlamentní spolupráce. Nejdůležitějšími oblastmi spolupráce mezi pobaltskými zeměmi jsou zahraniční a bezpečnostní politika, obrana, energetika a doprava.
Všechny tři pobaltské země jsou členy NATO, eurozóny, OECD a Evropské unie. Kromě toho byla Litva v letech 2014 a 2015 nestálým členem Rady bezpečnosti OSN, Estonsko bylo nestálým členem v letech 2020 a 2021 a Lotyšsko se o tuto pozici uchází pro období 2026 až 2027. Všechny tři země jsou Světovou bankou klasifikovány jako ekonomiky s vysokými příjmy a udržují velmi vysoký index lidského rozvoje.

## Současní představitelé

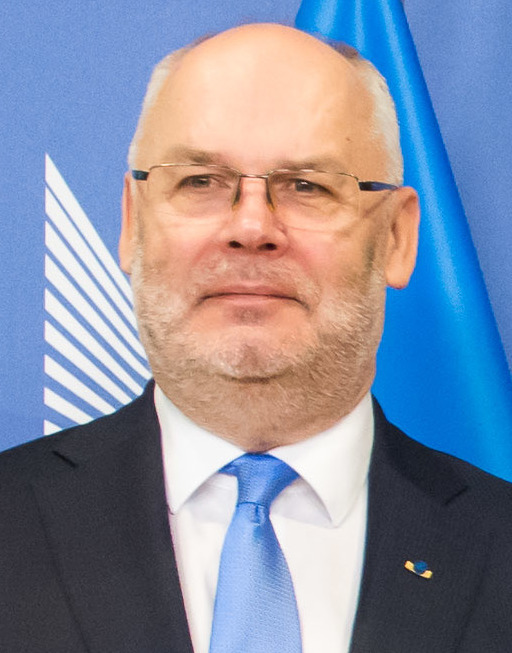
Estonsko, Alar Karis, estonský prezident
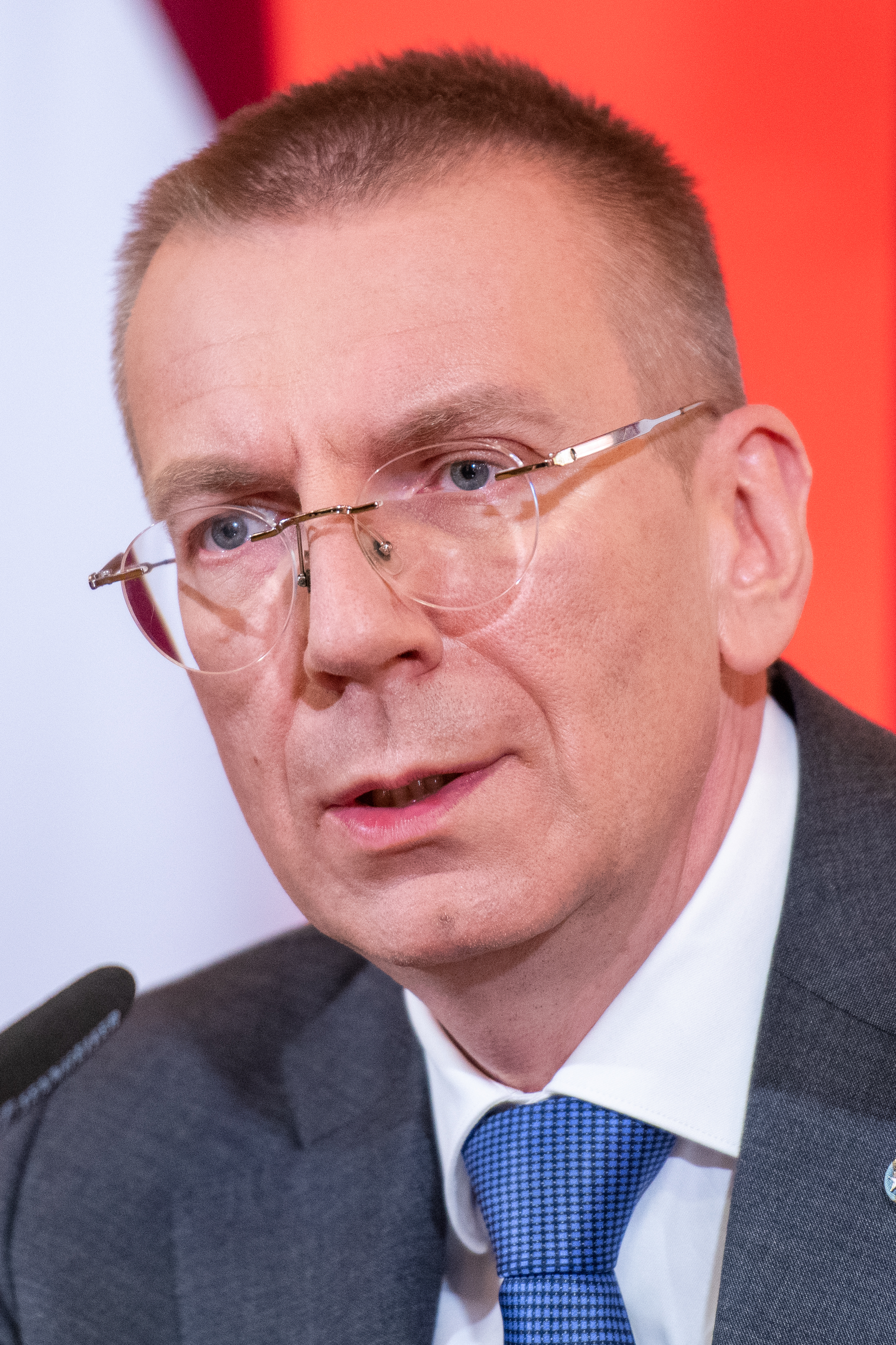
Lotyšsko, Edgars Rinkēvičs, lotyšský prezident
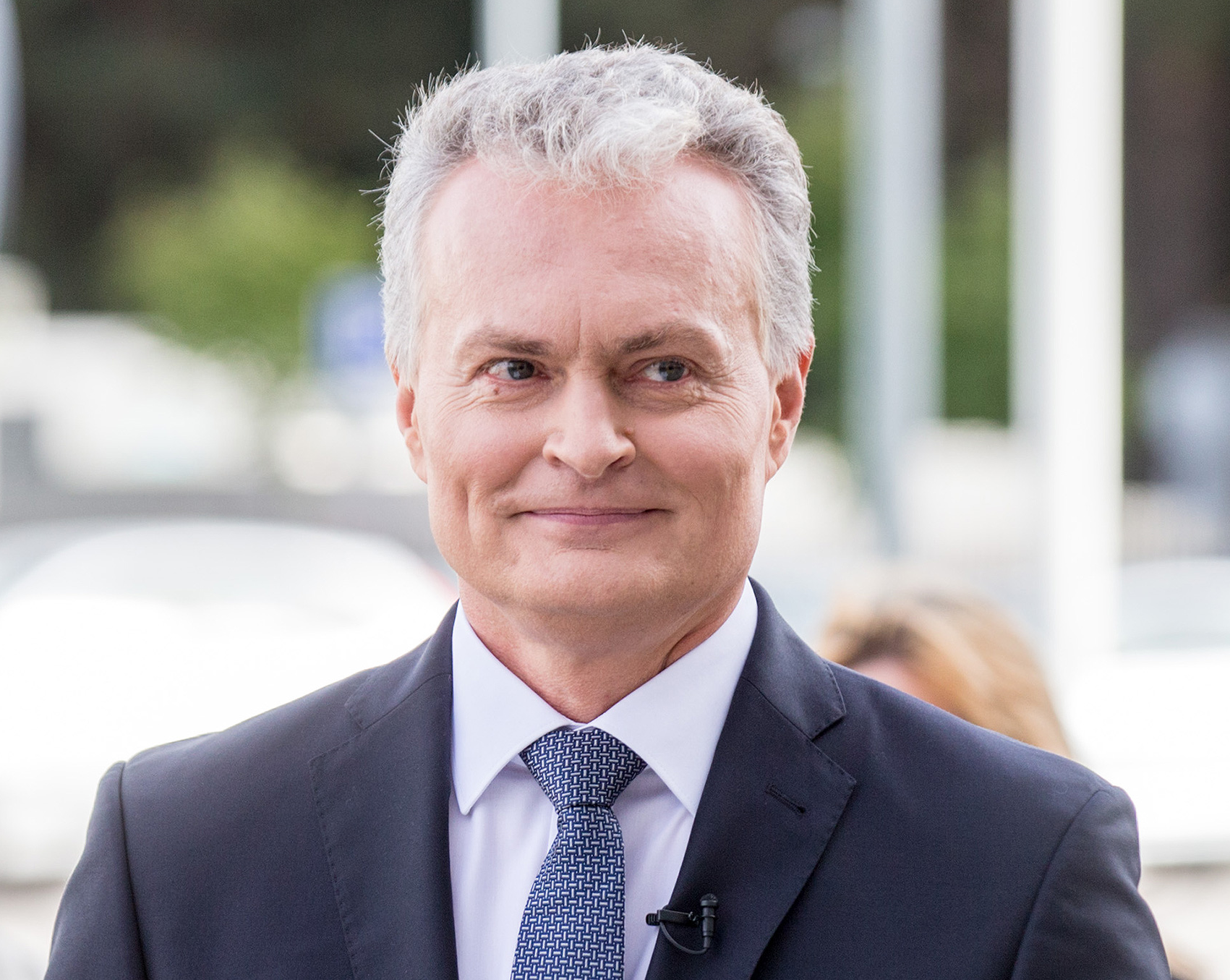
Litva, Gitanas Nausėda, litevský prezident
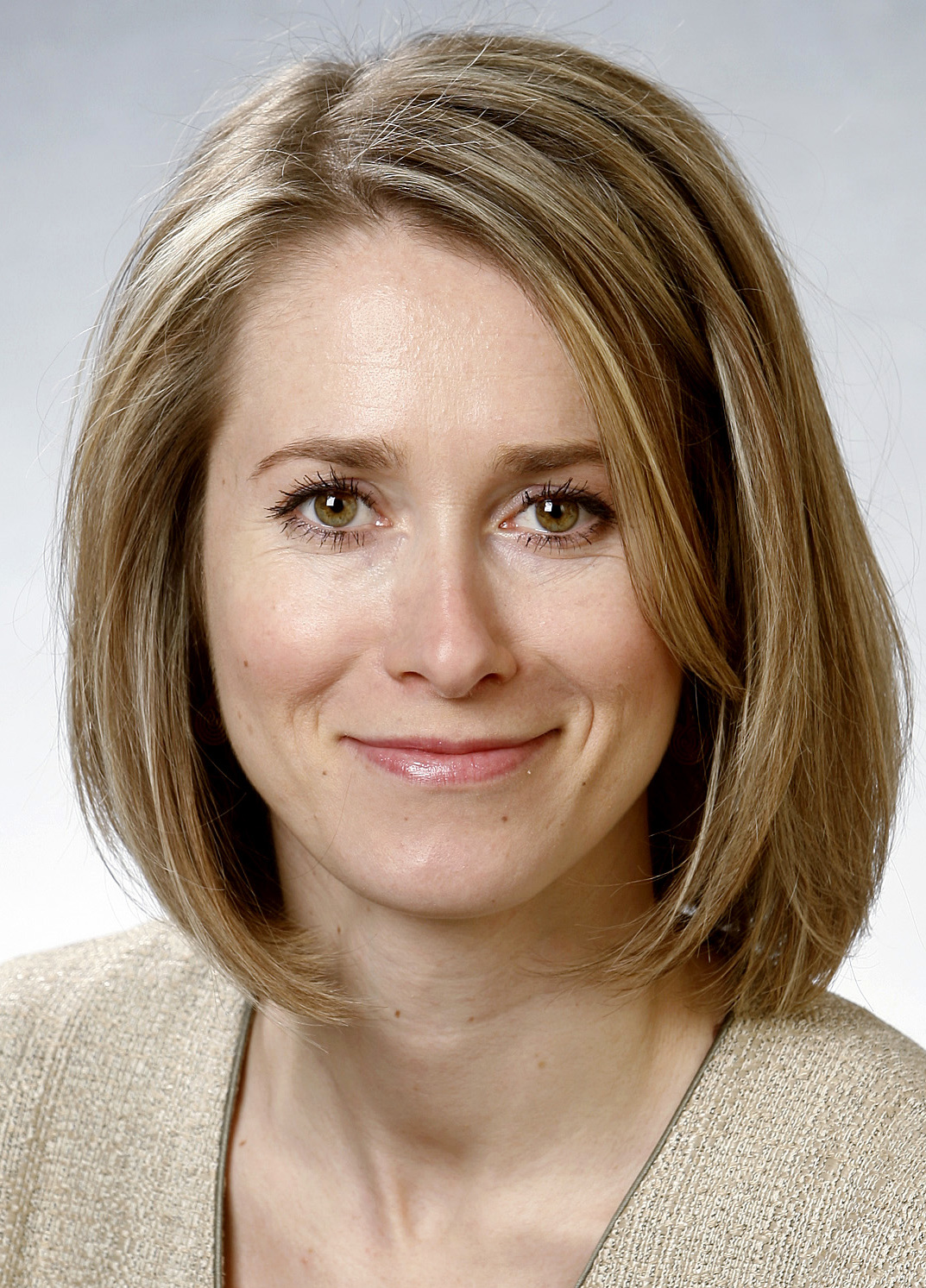
Estonsko, Kaja Kallasová, estonská premiérka
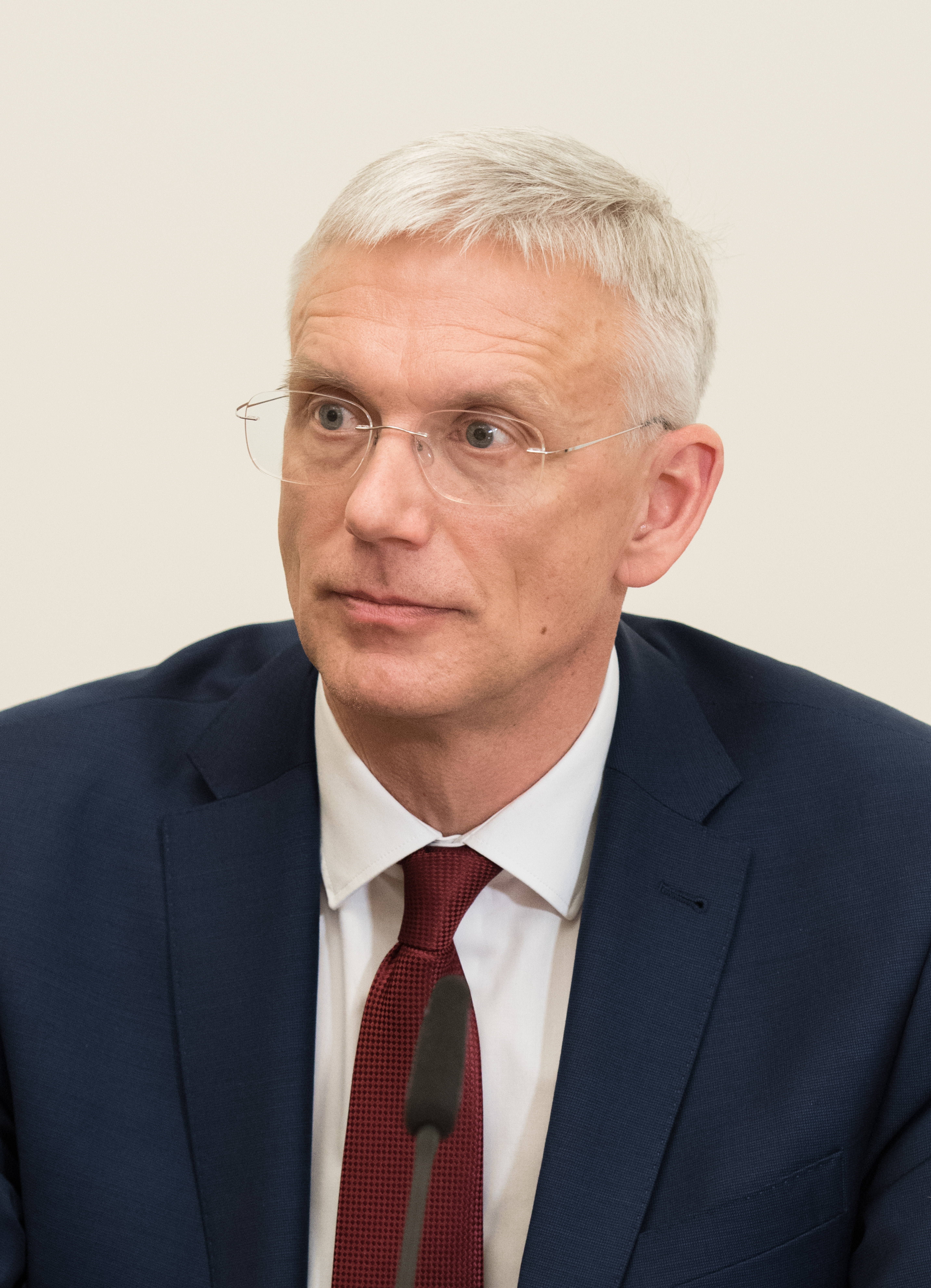
Lotyšsko, Arturs Krišjanis Karinš, lotyšský premiér
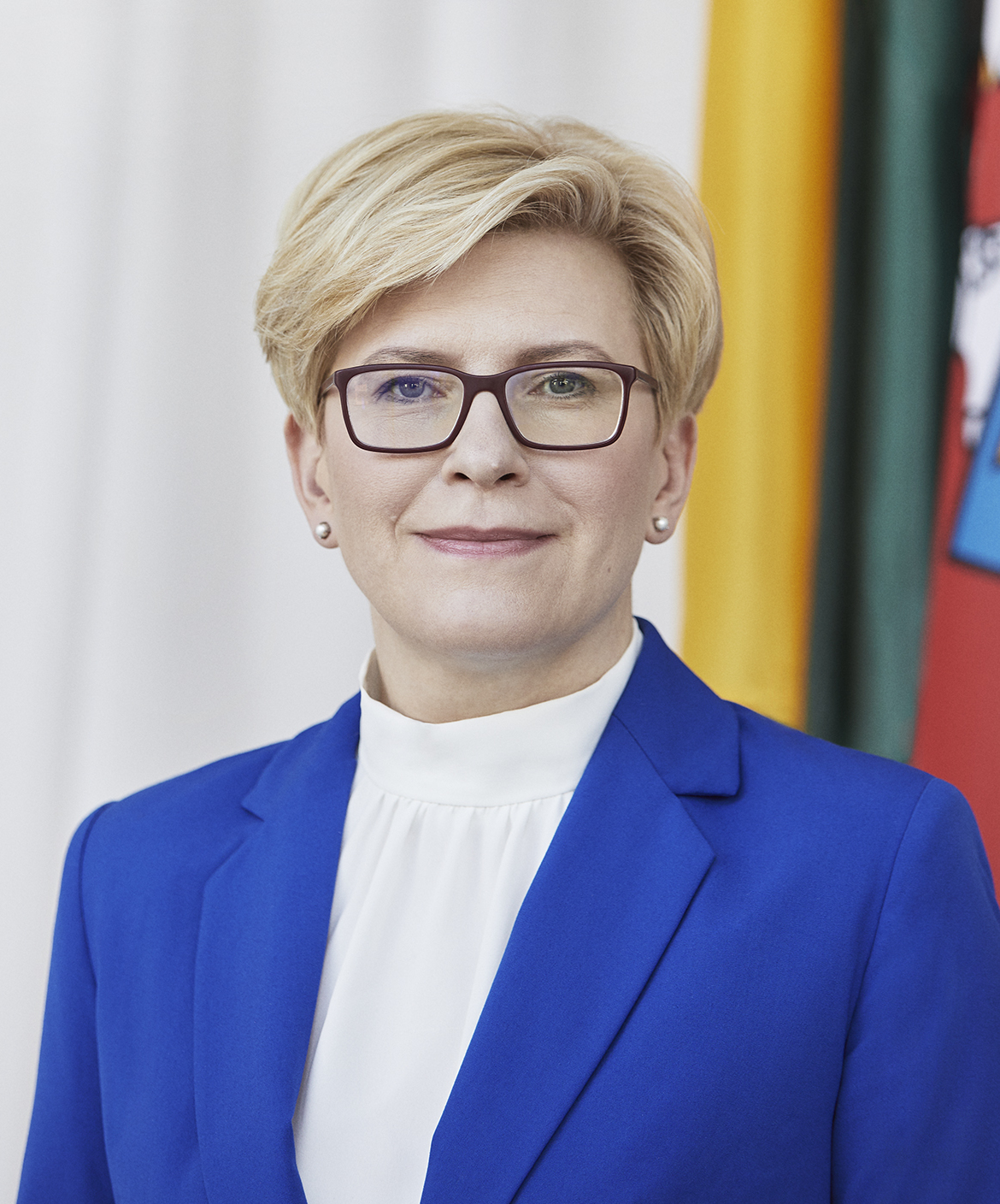
Litva, Ingrida Šimonytėová, litevská premiérka

## Měna
Všechny země používají jako měnu euro. Estonsko dříve používalo estonskou korunu (kr) a euro zavedlo 1. ledna 2011. V Lotyšsku se platilo lotyšským latem (Ls) a euro zde bylo zavedeno 1. ledna 2014. Litva používala jako svou měnu litevský litas (Lt), a to až do 1. ledna 2015.

## Jazyk
Litevština a lotyština jsou dva zástupci jinak vymřelých baltských jazyků, jednou z větví indoevropské jazykové skupiny, do níž patří většina evropských jazyků. Výrazně odlišná je estonština, která se řadí do baltofinské skupiny v rámci ugrofinských jazyků, mezi které patří finština a maďarština.
Dalšími jazyky oblasti jsou ruština a vymírající baltofinské jazyky (především livonština). Německojazyčné obyvatelstvo, které v Pobaltí sídlilo již od středověku, po staletích odešlo v roce 1939 následkem uplatnění tajných dodatků paktu Ribbentrop–Molotov.

## Geografie

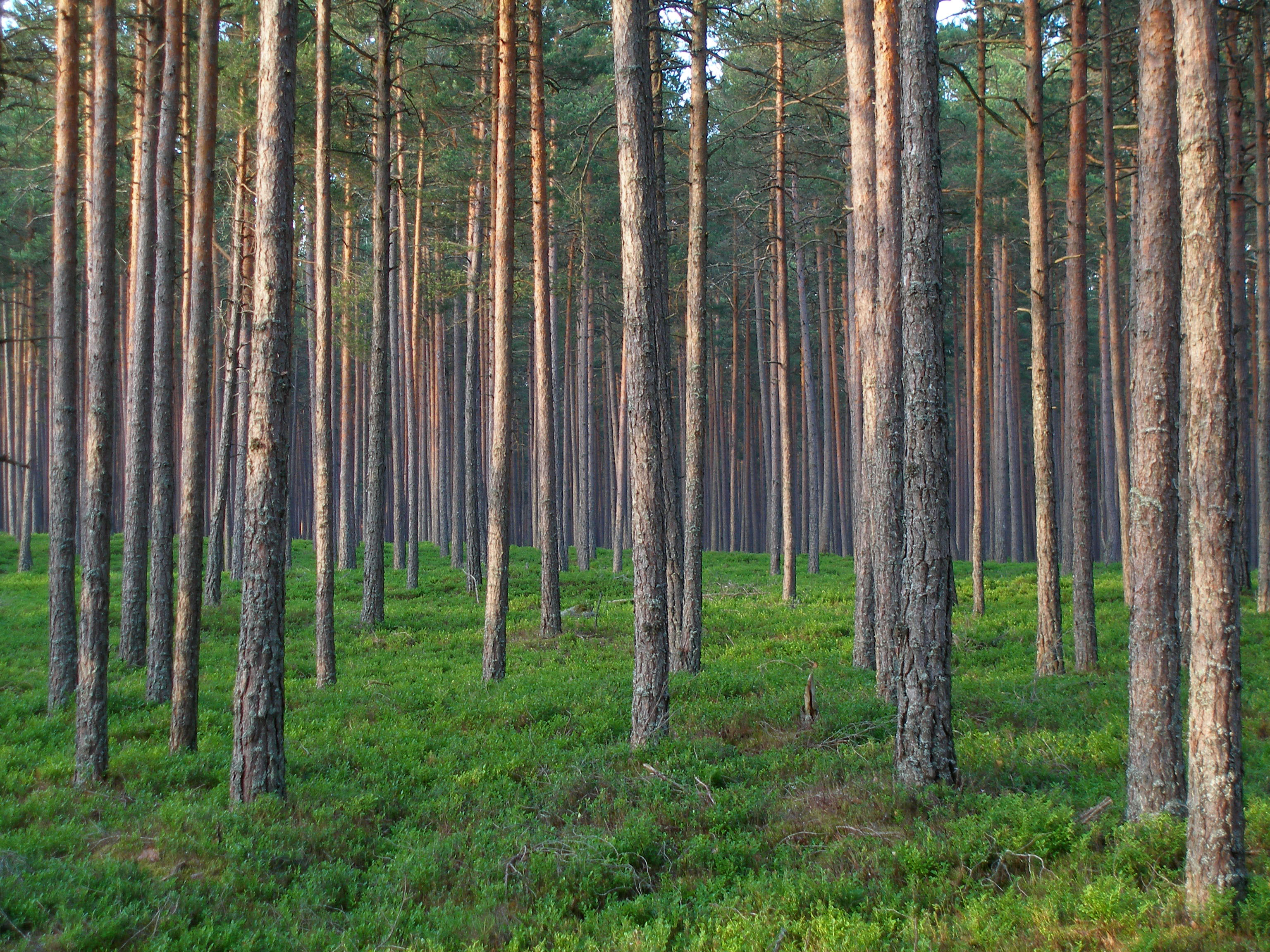
Lesy pokrývají více než polovinu pevniny Estonska
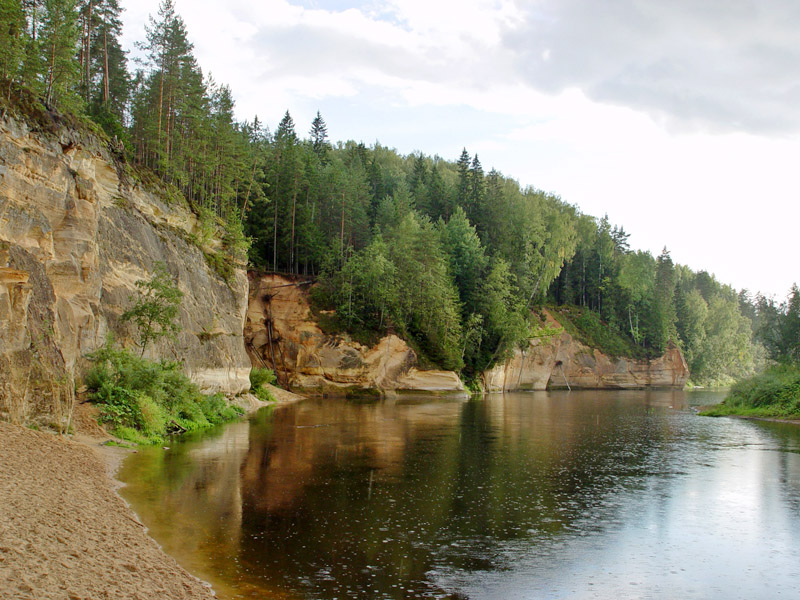
Devonské pískovcové útesy v národním parku Gauja, největším a nejstarším lotyšským národním parkem
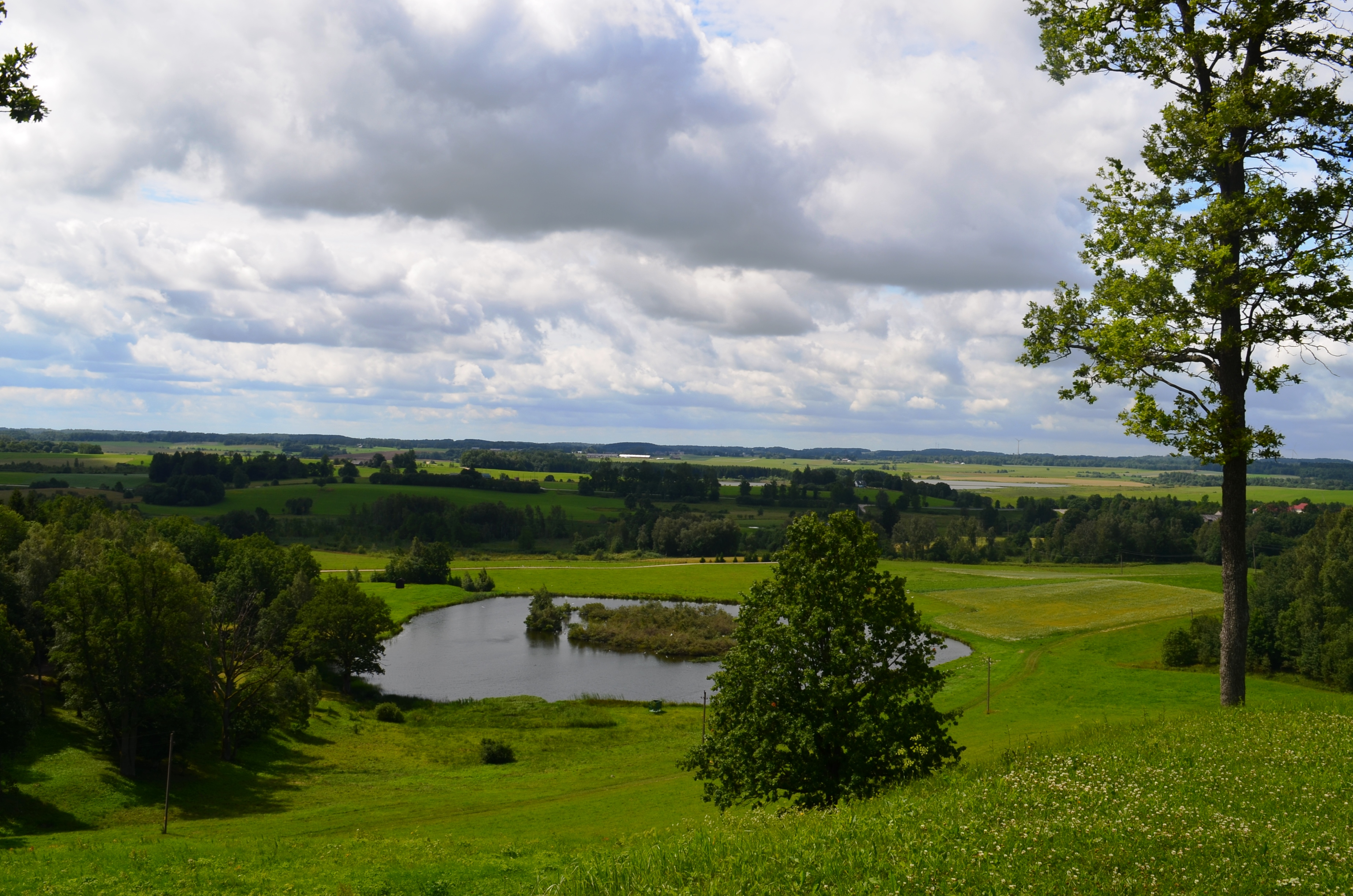
Pohled z Bilioniai do Litvy
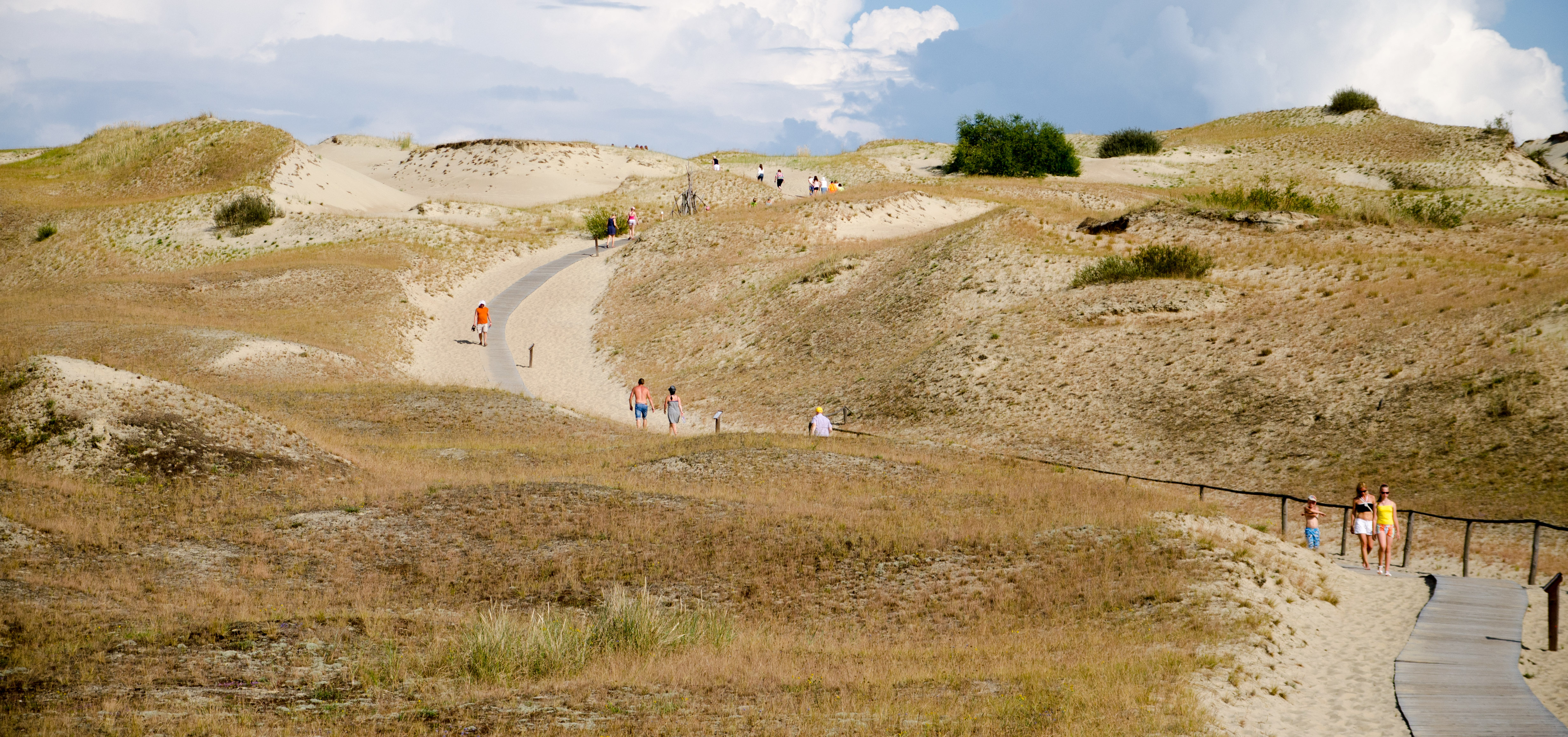
Písečné duny Kurské kose poblíž Nidy. Jsou nejvýše položenými písečnými dunami v Evropě (na seznamu světového dědictví UNESCO)

## Statistiky
| Stát                              | Estonsko                                           | Lotyšsko                                               | Litva                                               |
| --------------------------------- | -------------------------------------------------- | ------------------------------------------------------ | --------------------------------------------------- |
| Vlajka                            |                                                    |                                                        |                                                     |
| Hlavní město                      | Tallinn                                            | Riga                                                   | Vilnius                                             |
| Nezávislost                       | - do 13. století - 24. února 1918 - 20. srpna 1991 | - do 13. století - 18. listopadu 1918 - 21. srpna 1991 | - do 18. století - 16. února 1918 - 11. března 1990 |
| Politický systém                  | Parlamentní republika                              | Parlamentní republika                                  | Poloprezidentská republika                          |
| Parlament                         | Riigikogu                                          | Saeima                                                 | Seimas                                              |
| Současný prezident                | Alar Karis                                         | Edgars Rinkēvičs                                       | Gitanas Nausėda                                     |
| Populace (2019)                   | 1 324 820                                          | 1 919 968                                              | 2 794 184                                           |
| Populace (2008)                   | 1 338 440                                          | 2 191 810                                              | 3 212 605                                           |
| Populace (2000)                   | 1 376 743                                          | 2 375 000                                              | –                                                   |
| Hustota zalidnění (2019)          | 29,3 ob./km²                                       | 29,7 ob./km²                                           | 42,8 ob./km²                                        |
| Rozloha                           | 45 228 km²                                         | 64 589 km²                                             | 65 300 km²                                          |
| Vodní plocha                      | 6,28 %                                             | 3,62 %                                                 | 4,01 %                                              |
| Nominální HDP celkem (2018)       | 25,65 miliard €                                    | 20,73 miliard €                                        | 45,11 miliard €                                     |
| Nominální HDP na obyvatele (2018) | 19 500 €                                           | 15 300 €                                               | 16 100 €                                            |
| HDP v PPP na obyvatele (2018)     | 25 100 €                                           | 21 700 €                                               | 24 900 €                                            |
| Giniho koeficient                 | 34,8                                               | 34,5                                                   | 37,9                                                |
| Index lidského rozvoje (2017)     | 0,871                                              | 0,847                                                  | 0,858                                               |
| Národní TLD                       | .ee                                                | .lv                                                    | .lt                                                 |
| Telefonní předvolba               | +372                                               | +371                                                   | +370                                                |

## Autobusová doprava
Známým dálkovým autobusovým dopravcem v Pobaltí je společnost Ecolines, svými autobusy obsluhuje 21 zemí.